# Sherdog
Sherdog er en stor, amerikansk nyhedsportal og hjemmeside for mixed martial arts nyheder og dybdegående informationer om MMA-spillere og MMA-kampe i hele USA. Spillerprofilerne fra Sherdog bruges indenfor hele MMA-verdenen som en form for CV af spillerne. Nyhedsportalen er en del af Crave Online netværket og producerer MMA-nyheder for det store netværk ESPN.com.
Sherdog var først skabt af sportsfotografen Jeff Sherwood (med kælenavn "Sherdog") i 1997 og var senere udvidet med hjælp af Garrett Poe.
Sherdog producerer MMA-nyheder, detaljerede profiler af MMA-spillerne, anmeldelser og previews af MMA kampe og store MMA events,,  interviews med spillerne og dommerne, diskussionsforum, divisionsinddeling og vægtklasse-rangeringer for hver MMA spiller, og radioprogrammer.
Sherdog-portalen indeholder også Sherdog Radio Network, som er internetradio-netværk med sportsradio-programmer og indslag af Sherdog-journalister og skribenter.